# Nikolai Wiktorowitsch Denissow
Nikolai Wiktorowitsch Denissow, russisch Николай Викторович Денисов (1917 in Petrograd –1982) war ein sowjetischer Künstler.

## Leben
Denissow wurde in Petrograd als Sohn des bekannten Plakatkünstlers Wiktor Deni geboren. Nach einem Kunststudium in Moskau veröffentlichte er, gemeinsam mit seiner Ehefrau Nina Watolina, ab 1938 politische Plakate.